# Пітер Тіль
Пітер Тіль (Петер Андреас Тіль, нім. Peter Andreas Thiel; нар. 11 жовтня 1967, Франкфурт-на-Майні) — американський бізнесмен німецького походження, інвестор і керуючий хедж-фондами. Разом із вихідцем з України Максом Левчином заснував платіжну систему PayPal і був її генеральним директором. Тіль був першим зовнішнім інвестором Facebook, купивши у 2004 році 10,2 % його акцій за $500 тис., з того часу і до 2022 року входив до ради директорів компанії. У березні 2025 був 129-м у списку Форбс зі статком $16,2 млрд. Живе у Каліфорнії в місті Сан-Франциско.

## Рання біографія
Народився 11 жовтня 1967 року в німецькій родині у Франкфурті-на-Майні в ФРН. У ранньому віці разом з батьками переїхав в США у Фостер-Сіті у Каліфорнії. У підлітковому віці виконав норму національного майстра шахів, ставши одним з найкращих гравців у країні у віці до 21 року.
У Стенфордському університеті вивчав філософію XX століття, в 1989 році отримав ступінь бакалавра мистецтв у філософії, а в 1992 році став доктором права на юридичному відділенні Стенфорда.
Багатьох знайомих колишніх студентів Стенфорда під час професійної та ділової кар'єри запрошував до співпраці, серед таких університетських друзів Кейт Рабуа, Девід Сакс і Рід Гоффман, які працювали в PayPal і згодом стали частиною неформального співтовариства підприємців, відомого як «Мафія PayPal». Під час навчання в Стенфорді Тіль також зіткнувся з Рене Жираром, теорія «міметичного бажання» якого вплинула на нього.

## Кар'єра

### Початок кар'єри
Тіль був помічником судді Апеляційного суду одинадцятого округу США Джеймса Едмондсона. З 1993 до 1996 рік — трейдер Credit Suisse, працював на ринках похідних фінансових інструментів. У 1996 році заснував фонд Thiel Capital Management.

### PayPal
У 1998 році разом з Максом Левчином заснував систему онлайн-платежів PayPal, що незабаром злилася з аналогічною системою X.com Ілона Маска. 15 лютого 2002 року PayPal стала публічною компанією, потім в тому ж році була поглинена eBay за $1,5 млрд. На момент продажу PayPal у Тіля була частка 3,7 %, яка тоді коштувала приблизно $55 млн.

### Clarium Capital
Відразу ж після продажу PayPal Тіль запустив глобальний макро-хедж-фонд Clarium Capital, проводячи глобальну макростратегію. У 2005 Clarium був відзначений як глобальний макрофонд року двома торговими журналами — MarHedge і Absolute Return. Підхід Тіля до інвестування стали предметом глави в книзі Стіва Дробни (англ. Steve Drobny) Inside the House of Money. Тіль успішно зробив ставку на те, що долар буде слабшати в 2003, і отримав значний прибуток, поставивши на те, що долар і енергоносії відновляться в 2005. Але після цього його спіткала черга невдач. Після значних втрат, починаючи з 2009 року, активи Clarium впали з $7 млрд у 2008 до близько $350 млн у 2011.
У 2004 році, задовго до кризи 2007—2010 років, Тіль говорив про неї в загальних рисах. Він стверджував, що по суті бульбашка доткомів 2000 року мігрувала у фінансовий сектор. Зокрема, він говорив про уразливість General Electric і Wal-Mart. У той же час він говорив про бульбашку на ринку нерухомості. Приміром, у 2004 році він повідомив про відмову від придбання за $7 млн котеджу Марти Стюарт на Манхеттені, яке обговорювалось взимку 2003—2004.

### Facebook
У серпні 2004 Тіль став бізнес-ангелом Фейсбуку, вклавши в нього $500 000. Натомість він отримав 10,2 % компанії і членство в раді директорів. Це була перша зовнішня інвестиція в Фейсбук.

У книзі Ефект Facebook Девід Кіркпатрік описує історію про те, як Тіль став інвестором у соціальній мережі: колишній співробітник Napster та Plaxo Шон Паркер, який обіймав посаду президента Facebook, шукав для фірми інвесторів, і за рекомендацією генерального директора LinkedIn Ріда Хоффмана (відмовився стати провідним інвестором внаслідок потенційного конфлікту інтересів Facebook і LinkedIn) був направлений до Тіля. Тіль зустрівся з Паркером і Марком Цукербергом (тоді ще студентом Гарварду), і Тіль погодився очолити початковий раунд інвестицій в обмін на акції. Хоффман і Марк Пінкус також взяли участь в цьому раунді. Спочатку інвестиції повинні були перейти в капітал Фейсбуку, якщо кількість його користувачів до кінця 2004 року досягне 1,5 млн. Хоча Facebook трохи не досяг цієї мети, Тіль погодився вкласти кошти у капітал. Так він згадує про свої інвестиції:
«Мені було комфортно слідувати їх первісному баченню. І це була розумна оцінка. Я вважав, що це досить безпечні інвестиції.»
Як член правління Тіль не був залучений у щоденне ухвалення рішень. За словами Сари Лейсі, головною радою Тіля Цукербергу в перші роки було «Тільки не зіпсуйте». Однак він допомагав у виборі часу для різних раундів фінансування.
У вересні 2010 року Тіль, висловлюючи скептицизм з приводу потенціалу для зростання в споживчому секторі Інтернету, стверджував, що відносно інших інтернет-компаній Facebook (яка тоді оцінювалася в $30 млрд) була недооцінена. У травні 2012 року Facebook вийшов на IPO з ринковою капіталізацією близько $100 млрд, на якому Тіль продав акцій на $638 млн. В серпні 2012 року, відразу ж після завершення терміну блокування, Тіль продав майже всю свою частку за ціною від $19.27 до $20.69 за акцію, отримавши $395.8 млн. Таким чином, він продав акції Фейсбуку на суму понад $1 млрд, при цьому в нього залишилося 5 млн акцій і місце в раді директорів. Протягом 2016-2017 Пітер декілька разів продавав частину акцій, в цілому позбувшись 80% своєї частки. У 2022 році він оголосив що не буде висуватися на переобрання членом ради директорів, щоб зосередитися на просуванні Дональда Трампа на посаду президента США.

### Бізнес-ангел і венчурний інвестор
У 2005 Тіль створив Founders Fund, фонд ангельських та венчурних інвестицій. Партнерами у фонді були Шон Паркер, Кен Хоурі і Люк Нозек, Palantir, IronPort, Votizen, Asana, Big Think, Caplinked, Quora, Rypple, Stripe і Legendary Entertainment. Кілька проектів були засновані колишніми колегами Тіля по PayPal: Slide створений Левчином, Linkedin — Хоффманом, Yelp — Джеремі Стопплменом, Geni.com і Yammer — Девідом Саксом і Xero — Родом Друрі. Журнал Fortune повідомляє, що співробітники PayPal (колишні і поточні) разом створили або інвестували в десятки стартапів на загальну суму близько 30 мільярдів доларів. Як наголошується в статті журналу Fortune, у колах Силіконової долини Тіля називають «доном мафії PayPal» — лідером неформального об'єднання інвесторів і підприємців — вихідців з PayPal. Підходи Тіля до управління викликали широку зацікавленість, зокрема, його спостереження, що успіх стартапу тісно пов'язаний із низькою заробітною платою генерального директора.
У 2003 році Тіль заснував компанію Palantir Technologies, профінансовану венчурним фондом ЦРУ In-Q-Tel. В 2014 році, на старті проекту, інвестував $100 000 у платформу для створення децентралізованих онлайн-сервісів на базі блокчейна Ethereum.

### Mithril: фонд для інвестицій на пізній стадії
У червні 2012 року Тіль запустив фонд Mithril, призначений для інвестицій на пізній стадії. На момент запуску цей фонд мав капітал у $402 млн. Mithril призначений для компаній в стадії між приватною і тією, що готується стати публічною. Партнери Тіля у фонді — один із засновників Thiel Fellowship Джим о'ніл (Jim o'neill) і колишній керуючий директор Clarium Capital Аджай Роян (Ajay Royan).

## Погляди та суспільна діяльність
Пітер Тіль підтримує такі організації, як Американська асоціація за рівні права (англ. American Foundation for Equal Rights) і GOProud.
Ще в студентські роки заснував газету The Stanford Review лібертаріанського спрямування, що отримала популярність в студентському містечку з його складними звичаями, такими як політкоректність і закони проти ненависті. Станом на 2010-ті роки The Stanford Review — основна консервативна лібертаріанська газета університету.
Ерік Джексон у своїй книзі "Війни PayPal" зазначив, що Тіль вважав однією з місій PayPal звільнення людей з країн, що розвиваються від девальвації національних валют у результаті інфляції, за рахунок можливості виведення коштів через глобальні електронні рахунки, номіновані у твердих валютах, але в реальності це часто неможливо, бо законодавство таких країн не дозволяє працювати компаніям типу PayPal.
У 2010-х роках Тіль фінансував позови Халка Хогана та інших зірок проти інтернет блогу Gawker, що публікує інформацію про знаменитостей особистого характеру. У 2016 році суд засудив видання до виплат у 140 мільйонів доларів, що довело його до банкрутства. Наступний суд дещо знизив суму, але блог оголосив про банкрутство в серпні 2016 року. Причиною для цього вчинку стала публікація видання 2007 року про гомосексуальну орієнтацію підприємця. За словами Тіля, фінансування цих позовів є одним з його найбільш людинолюбних вчинків.
Тіль автор книги Від нуля до одиниці, що українською вийшла у видавництві Наш Формат у серії ICU Business books. У цій книзі він стверджує, що нема сенсу обмежувати прогрес тільки комп'ютерними технологіями. Прогресу можна досягти в будь-якій індустрії або бізнес-сфері. Це випливає з основної навички, притаманної кожному лідеру: навчитися думати про себе.